# Narok (Kenia)
Narok – miasto w Kenii, położone w południowo-zachodniej części kraju, nad rzeką Enkare Narok. Stolica hrabstwa Narok. W 2019 roku liczyło 65,4 tys. mieszkańców.